# David Brewer
Pour les articles homonymes, voir Brewer.

Armoiries de
Sir David Brewer KG

David William Brewer (né le 28 mai 1940 et mort le 28 mai 2023) est le lord-lieutenant du Grand Londres de 2008 à 2015.
Courtier de l'assurance maritime de profession, Brewer est élu lord-maire de Londres pour 2005-06.

## Formation
Brewer passe sa jeunesse à Hampstead avant d'étudier à la St Paul's School de Londres ; il poursuit ensuite ses études à l'université de Grenoble en France.

## Carrière

### Commerce
Brewer entre dans sa carrière en assurances de 50 ans à partir de 1959 avec la Sedgwick Collins. Il arrive à Tokyo en 1976 pour y ouvrir le bureau japonais du « Groupe Sedgwick » y s'habitant pendant trois années. Il ensuite établie le bureau du groupe en Chine depuis 1981, où en 1993 il fut le premier courtier à obtenir un permis commerçant. Après l'ouvert du bureau de représentation de la société à Mumbai en 1986 il continue de voyager beaucoup dans l'Asie-Pacifique.
Nommé vice-président non-exécutif de Marsh Ltd de 2007 à 2009, ce qui achète le Sedgwick, il est de plus administrateur ou consultant de plusieurs compagnies d'assurance au monde. Président du conseil d'affaires chinois-britannique jusqu'en 2013, il détient des mandats non-exécutifs du LIFFE Administration & Management (2009 au présent), de Tullett Prebon SITICO (2006 au présent) et de la Banque Nationale du Koweït (2007 au présent).

### Service public
En Angleterre il sert comme juge de paix (J.P.) depuis 1979, avant d'être élu en tant que Common Councilman (conseilleur) de la Cité de Londres, puis alderman du ward de Bassishaw 1996-2010 ; il est ensuite shérif de la Cité de Londres de 2002 à 2003. Son mandat comme lord-maire de Londres est de 2005 à 2006, ensuite la reine Élisabeth II le nomme lord-lieutenant du Grand Londres de 2008 à 2015.

### Fonction publique
Ex-maître des vénérables compagnies des Tailleurs aussi bien des Forgerons, il est confrère des Assureurs. Brewer est aussi président de l'association des Londoniens-Corniques depuis 2005.

## Famille
Il se marie en 1985 avec Tessa Jordá, fille d'Enrique Jordá, dont deux filles (Olivia et Gabriella). Présidente du Chartered Institute of Linguists en Grande-Bretagne (déjà FCIL), Lady Brewer est nommée OBE en 2015.

## Protocole
- David Brewer (1940–1979)
- David Brewer JP (1979–1999)
- David Brewer CMG JP (1999–2007)
  - The Right Hon Lord Mayor of London (2005–2006)
- Sir David Brewer CMG JP (2007–2015)
- Sir David Brewer CMG CVO JP (2015–2016)
- Sir David Brewer KG CMG CVO JP (2016-2023)

## Distinctions honorifiques
- Chevalier de l'ordre de la Jarretière (2016)
- Knight Bachelor (2007)[9]
- Compagnon de l'Ordre de Saint-Michel et Saint-Georges (1995)
- Commandeur de l'Ordre royal de Victoria (2015)
- Chevalier de justice du Très vénérable ordre de Saint-Jean
- Rayons d'or de l'Ordre du Soleil levant (Japon) 2007[10]
- 2008 – Doctorat honoris causa, City University
- 2008 – Doctorat honoris causa (en Sciences), SOAS[5].
- 2008 – Doctorat honoris causa, Université d'Exeter[11].

## Sources
- Seib, Christine. "Business big shot: Sir David Brewer" The Times (London). 3 February 2007.